# Rudolf II. (Ziegenhain)
Rudolf II. (* um 1132; † nicht vor 1188) war von Juli 1184 bis zu seinem Tod Graf von Ziegenhain.

## Leben
Rudolf war der zweite Sohn des Grafen Gottfried I. von Ziegenhain und Wegebach (um 1100–1158).  Sein älterer Bruder Gozmar III. (um 1130–1184) folgte dem Vater als Graf von Ziegenhain und Domvogt von Fulda.  Als Gozmar am 26. Juli 1184 beim Erfurter Latrinensturz ums Leben kam, beerbte ihn Rudolf.
Er musste jedoch schon bald eine erhebliche Schmälerung seines Besitzes hinnehmen, als seine Nichte Liutgart (Lukardis), Gozmars Erbtochter, im Jahre 1185 Friedrich von Thüringen (um 1155–1229) heiratete, den dritten Sohn des Landgrafen Ludwig II. von Thüringen aus dem Geschlecht der Ludowinger. Friedrich kam dadurch in den Besitz der Herrschaft Wildungen und wurde 1186 als Gozmars Nachfolger als Graf von Wildungen, nomineller Graf von Ziegenhain und Wegebach, und Vogt zu Staufenberg und Reichenbach förmlich bestätigt. Mit der Herrschaft Wildungen verloren die Ziegenhainer wichtigen Allodbesitz in Nordhessen an die Ludowinger, die 1137 bereits die Gisonen (und mit letzteren auch die Grafen Werner) beerbt hatten.

## Ehe und Nachkommen
Rudolf heiratete um 1155 Mechthild, die Schwester des Grafen Berthold II. von Nidda. Mit dieser hatte er folgende Kinder:
- Adelheid (* um 1170; † nach 26. Februar 1226), ⚭ 1. Graf Burchhard von Scharzfeld; ⚭ 2. Ulrich I. von Hagen-Münzenberg
- Giso († nach 1213), 1188/1213 Kanoniker am Petristift in Fritzlar[1]
- Gottfried II. (* 1156; † um 1200), 1189–1200 Graf von Ziegenhain, ⚭ Heilwig zur Lippe, Tochter des Bernhard II. (Lippe)
- Gozmar (V.), bekundet 1214/1242
- Ludwig I. (* um 1167; † 1229), ab etwa 1200 Graf von Ziegenhain, ab 1205 auch Graf von Nidda, ⚭ Gertrud (* um 1172, nach † 1222), Witwe des Grafen Friedrich II. von Abenberg
- Lukardis, Nonne zu St. Katharina in Eisenach, 1252 erste Äbtissin des Zisterzienserinnen-Klosters Patershausen[2]
- Mechthild († nach 18. September 1229), ⚭ Gerlach II. von Büdingen
- Rudolf (III.), 1188 Domherr zu Hildesheim, 1191/93 Propst am Petersstift in Goslar[3]

## Nachfolge
Nach Rudolfs Tod folgte ihm Gottfried II. als regierender Graf von Ziegenhain.  Auf diesen folgte sein Bruder Ludwig I., der im Jahre 1205 über seine Mutter auch die Grafschaft Nidda von seinem Onkel Berthold II. erbte.